# 風魔小太郎
風魔小太郎，是日本戰國時代後北條氏忍者眾風魔一黨的首領代代相傳的名號。以箱根山為根據地的相州亂波忍者軍團首領，本姓為風間，之後稱為風魔。
歷代風魔一黨之首領慣用以「風魔」姓，「小太郎」為名，所以歷代首領都叫風魔小太郎。

## 起源、著名世代
活躍在戰國時代的是名留青史的第五代的小太郎（著名的另一名風魔忍者是二曲輪豬助）。
戰記《北條五代紀》當中有描述風魔容貌的內文：
「身高二公尺以上，手足銅筋鐵骨，週身肉瘤纍纍，努睛突眼，
黑髭下口似血盆，有四根獠牙。貌如南極仙翁，鼻如懸膽。
音聲如鐘，可傳達至五公里方圓之外；壓低聲音時，低啞裂帛。」
此記述令後人猜測風魔一族祖先可能不是日本人。最有力的說法是，他們很可能是俄國哥薩克或西伯利亞民族譜系，於古代伴隨馬匹渡海過來，集體定居在神奈川縣小田原西方金時山中的風間谷，也正是「箱根道」要隘附近。由於騎馬技術出類拔萃，北條早雲便將他們一族二百多人編入北條軍團之內。
不過史實或是野史記錄中，完全沒有留下風魔小太郎自身會耍弄幻術、忍術之說。

## 著名戰績、戰術
風魔一黨最得意的戰術是“驅使馬匹、重視機動力的攪亂戰法”，而第五代小太郎的出名戰績為在安土桃山時代（1581年，著名事件本能寺之變前一年），與武田勝賴一軍對戰的浮島之原戰役。當時的風魔小太郎所使用的對策為：每晚放出一群背上坐著稻草人的馬匹來欺敵攪亂，直到敵人因為每晚不堪其困擾而放鬆戒備時才出兵發動奇襲。此奇襲兵法讓風魔小太郎每戰必勝。

## 風魔一族的終結
1590年，豐臣秀吉率領20萬軍隊進軍關東地區，即為小田原之役，後北條氏滅亡。德川家康取得天下後，風魔一族轉身成為盜賊在江戶引起騷動，遭風魔黨對立的甲州流透破頭領高坂甚內密報，家康懸賞逮捕五代目・風魔小太郎，之後處刑。風魔一族自此滅亡。

## 倖存的後世
以下兩位「仕切」或「元締」與甲州流透破頭領高坂甚内合稱三甚內，並非風魔黨。庄司甚内出生於小田原城，父親是北條氏康的家臣庄司又左衛門，鳶澤甚內則相傳是西國浪人，在富澤町（富澤＝鳶澤）開設大黑屋。
風魔一族後世的倖存者中，也有一些功成名就的人——庄司甚內與鳶澤甚內。
庄司在開發途中的江戶市內發現私娼到處出沒，於是把私娼匯聚一堂，並開設了在江戶時代風行一時的吉原妓院區。1617年向當時的德川幕府申請執照，成為公認妓院區——吉原町的總掌管。而背地裡成為了幕府警察的協助者，專門偵查在吉原出入的可疑人士。
鳶澤甚內原本是做買賣贓品生意的盜賊，後來成為了幕府的密探，專門搜捕買賣贓品的盜賊。其後因為功績不錯，幕府便授與他買賣二手貨衣物的壟斷權（在當時，二手貨衣物為貴重品，其中也有贓物）。而服飾店也成為幕府偵緝盜賊的據點之一。
風魔一族除了小太郎與上述2位人士以外，其他倖存下來的風魔一族則是未知數。

## 遊戲
- 戰國無雙系列 &無雙OROCHI系列（光榮公司開發，檜山修之配音）